# ジム・ヒーガン
ジェームズ・エドワード・ヒーガン（James Edward Hegan、1920年8月3日 - 1984年6月17日）は、アメリカ合衆国マサチューセッツ州リン出身のプロ野球選手（捕手）、コーチ、スカウトである。

## 概要
1941年から1942年、及び1946年から1960年にメジャーリーグベースボールで捕手として在籍した。中でもワールドシリーズ優勝へと導いた1948年のクリーブランド・インディアンスでの活躍が有名である。
選手として打撃を得意とはしていなかったが、同年代で最高の守備力を誇り、投手陣をリードする技術が野球界（選手・評論家の両方）から良い評価を受けていた。MLBオールスターゲームに合計5回選出された。
引退後はMLBコーチとして選手時代も含めプロ野球関係者としてのキャリアを約40年にわたって継続した。1966年にクリーブランド・インディアンス殿堂入りした。

## 経歴

### プロ入り前
1920年8月3日にアメリカ合衆国マサチューセッツ州リンに生まれる。高校はリン・イングリッシュ高等学校で、1938年にクリーブランド・インディアンスと契約した。

### インディアンス時代
マイナーリーグで4季プレーした後、1941年9月7日にクリーブランド・インディアンスでメジャーデビューを果たした。1942年に68試合に出場後、第二次世界大戦終了までの期間はアメリカ沿岸警備隊に入隊していた。
第二次世界大戦終了後の1946年にインディアンスに復帰し、フランキー・ヘイズに代わって正捕手となった。復帰2年目の1947年に初めてMLBオールスターゲームに選出。
1948年は打撃面ではキャリア最高の成績となり、打率.248、本塁打16、打点61を記録した。ボストン・レッドソックスと並んで首位となったインディアンスは、プレーオフでレッドソックスに勝利し、1948年のワールドシリーズでボストン・ブレーブスを破り優勝した。

### 投手への対応に対する評価
打率は低かったが、勝率・完封・防御率リーグトップのインディアンス投手陣を率いていたことなどから、1948年の最優秀選手賞投票には19位にランクインした。ヒーガンのリードの技術はその後も発揮され、インディアンスは1948年から1951年までリーグ防御率1位であり、1951年、1952年には20勝を挙げた投手が3人いた。インディアンス投手陣は、功績の一部がヒーガンの功績であると認めた。
インディアンスのアメリカ野球殿堂入り投手ボブ・フェラーは、「彼は野球史上最高の守備力を誇る捕手の一人であった。ジムはいい試合を指揮した。意見が食い違うことはほとんどなかった。ジムは投手を落ち着かせるのがとても上手であった」と語ったという。
同じくインディアンスのアメリカ野球殿堂入り投手ボブ・レモンはヒーガンについて、「私が投手を始めたころは、時々ヒーガンのサインに首を振っていた。でも、首を振るといつもヒットを打たれた。だから私はヒーガンのサインに首を振るのをやめた」と語った。
1954年、ヒーガンは再びインディアンス投手陣を率いてリーグ防御率1位を記録し、137試合で失策は4つで、インディアンスは154試合で当時のシーズン記録となる111勝を挙げてアメリカン・リーグ優勝を果たした。しかし、インディアンスはニューヨーク・ジャイアンツに敗れワールドシリーズ制覇とはならなかった。1956年は再びインディアンス投手陣をリーグ防御率1位へと導き、インディアンスはヒーガンの選手生活で3度目となる20勝投手を3人輩出した。

### インディアンス退団後
1957年オフにデトロイト・タイガースに移籍。その後も3度トレードに出され、1960年にシカゴ・カブスで39歳で引退した。

### キャリア統計
ヒーガンは1946年から1956年までの11シーズン、インディアンスの正捕手として活躍した。通算1666試合に出場し、1087安打、打率.228、92本塁打、525打点の成績であった。アメリカン・リーグの捕手の刺殺、補殺、併殺、1試合の守備機会及び守備率で3度トップに立ち、キャリア通算守備率は.990であった。
捕手の通算守備率.990は1960年の引退時点でバディ・ロザーに次ぐ2位であった。MLBの捕手内で通算盗塁阻止率.4977は、歴代16位、通算121完封を歴代9位。クリーブランド・インディアンスで捕手として1491試合の出場は歴代1位である。
ヒーガンのリード力の証として、インディアンス投手陣は球界最高の成績を残し、アメリカン・リーグの防御率1位を6回記録した。アメリカン・リーグのMLBオールスターゲームに6回選出。20勝投手6人（ボブ・フェラー、ボブ・レモン、ジーン・ベアデン、アーリー・ウィン、マイク・ガルシア、ハーブ・スコア）の捕手を務め、3人のノーヒットノーラン（ドン・ブラック（1947年）、ボブ・レモン（1948年）、ボブ・フェラー（1951年））をリードした。さらに後にアメリカ野球殿堂入りを果たす7人の投手とバッテリーを組んだ。
かなり優れた守備能力を持っていたものの、打撃があまり得意ではなかったことから、MLBの歴史の中で忘れられた人となってしまった。ヤンキースの殿堂入り捕手ビル・ディッキーは、かつてヒーガンの守備能力について、「もしヒーガンのように捕球できれば、打つ必要はなかっただろう。」と話した。

### コーチとしての経歴
1960年、インディアンスでの元チームメイトのルー・ブードローが監督を務めるシカゴ・カブスのプレイングコーチとなった。7月4日に引退後は、年の途中からニューヨーク・ヤンキースのブルペンコーチに就任し、将来的な飛躍が期待されていた捕手のサーマン・マンソンやリック・デンプシーの指導を行った。1973年シーズンをもってニューヨーク・ヤンキースのコーチを退任した。
その後、ラルフ・ホーク監督のもとデトロイト・タイガースのコーチとなり、1978年に退任。1979年に再びヤンキースのコーチに就任し1980年に退任。

### コーチ退任後
ヤンキースのスカウトを務めていた1984年6月17日、アメリカ合衆国マサチューセッツ州スワンプスコットで心臓発作のため死去。63歳没。
息子のマイク・ヒーガンは、1964年から1977年までMLBに在籍した一塁手で、サイクル安打を達成した経験がある。引退後はミルウォーキー・ブルワーズとインディアンスで野球解説者を務め、2013年に亡くなった。
マイクは1960年代と1970年代にヤンキースに2度にわたって在籍しており、その2度ともジムがヤンキースにコーチとして在籍していた時期と重なっていた。